# Charles Portal (archiviste)
Pour les articles homonymes, voir Charles Portal.
Charles Portal (1862 - 1936) est un archiviste et historien français.

## Biographie
Né Charles Louis Henri Félix Antoine Portal, à Castelnau-de-Montmiral le 25 juin 1862, ville de son père, Cordais par sa mère - il héritera de sa maison -, il est passionné par Cordes, son histoire et ses édifices qu'il appelle sa « petite patrie ». Il écrit plusieurs ouvrages sur Cordes dont l'incontournable Histoire de Cordes qui reste encore aujourd'hui la référence.
Élève de l'École nationale des chartes, il y obtient le diplôme d'archiviste paléographe en 1889.
Il est à l'origine de la reconnaissance de nombreuses richesses architecturales de l'Albigeois dont le site de Cordes, « conservatoire de l'architecture civile des XIIIe et XIVe siècles ». Il  fonde en 1904 la Société des amis du Vieux Cordes, dont le but est la sauvegarde du patrimoine de Cordes et de sa région. Cette association a progressivement acheté les quatre portes de ville de la cité (porte des Ormeaux, porte de la Jane, portail Peint, porte du Vainqueur) et la maison dite Fabre afin d'éviter leur destruction programmée soit pour permettre l'amélioration de la circulation dans la ville soit que ces édifices menaçaient ruine.
Il est également à l'origine, en 1932, du musée qui porte désormais son nom.
Pour éviter leur démantèlement et la vente des pierres à des entrepreneurs étrangers, il  fait classer Monument historique deux belles maisons gothiques de la ville de Cordes.
Il a également permis la réouverture du puits de la Halle et l'installation de la margelle.